# Franky Bossuyt
Pour les articles homonymes, voir Bossuyt.
Franky Bossuyt est un herpétologiste belge.
Il travaille à la Vrije Universiteit Brussel où il dirige l'Amphibian Evolution Lab.

## Quelques taxons décrits
- Ghatixalus
- Ghatixalus asterops
- Nasikabatrachidae
- Nasikabatrachus
- Nasikabatrachus sahyadrensis
- Nyctibatrachus minimus
- Philautus akroparallagi
- Philautus amboli
- Philautus anili
- Philautus bobingeri
- Philautus chotta
- Philautus chlorosomma
- Philautus chromasynchysi
- Philautus coonoorensis
- Philautus dubois
- Philautus graminirupes
- Philautus griet
- Philautus jayarami
- Philautus kaikatti
- Philautus kani
- Philautus marki
- Philautus munnarensis
- Philautus nerostagona
- Philautus ponmudi
- Philautus sushili

## Référence biographique
- (en) information biographique

Bossuyt est l’abréviation habituelle de Franky Bossuyt en zoologie.

Consulter la liste des abréviations d'auteur en zoologie ou la liste des taxons zoologiques assignés à cet auteur par ZooBank